# Lövbergstjärnen (Råneå socken, Norrbotten, 735927-178883)
Lövbergstjärnen är en sjö i Bodens kommun i Norrbotten och ingår i Vitåns huvudavrinningsområde.